# Elettrolisi ad alta temperatura

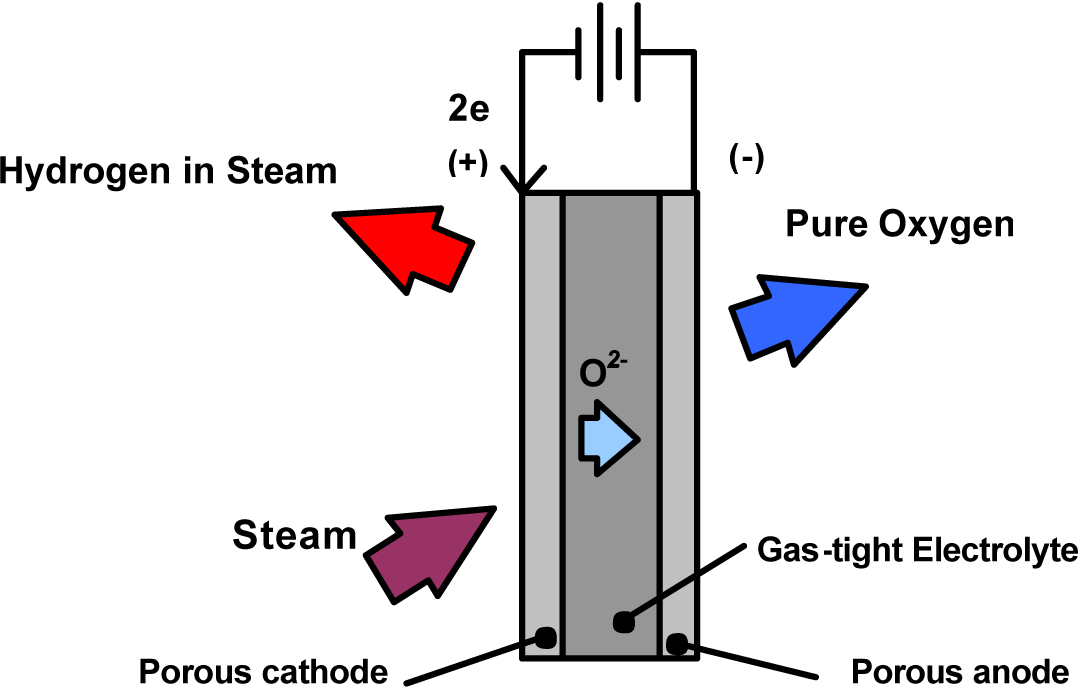
Schema dell'elettrolisi ad alta temperatura.

L'elettrolisi ad alta temperatura (anche HTE, High Temperature Electrolysis, o elettrolisi del vapore) è un metodo per la produzione di idrogeno dall'acqua con ossigeno come sottoprodotto che si sta attualmente studiando.

## Efficienza
L'elettrolisi ad alta temperatura è economicamente più efficiente dell'elettrolisi tradizionale, a temperatura ambiente, perché parte dell'energia viene fornita come calore, che è più economico dell'elettricità, e perché la reazione elettrolitica è più efficiente ad alte temperature. Infatti a 2500 °C non è più necessaria l'energia elettrica, poiché l'acqua si scinde in idrogeno e ossigeno tramite la termolisi. Tali temperature sono però impraticabili; i sistemi per l'HTE proposti operano con temperature tra 100 °C e 850 °C.
Il miglioramento dell'efficienza in questo tipo di elettrolisi si apprezza di più se l'elettricità usata viene da una macchina termica e poi considerando la quantità di calore necessaria per produrre un kg di idrogeno (141,86 megajoule), sia nello stesso processo di elettrolisi ad alta temperatura, sia nella produzione dell'elettricità usata. A 100 °C servono 350 megajoule di energia termica (efficienza del 41%), mentre a 850 °C servono 225 megajoule (con un'efficienza del 64%).

## Materiali
La scelta dei materiali per gli elettrodi e l'elettrolita è essenziale. Una opzione attualmente esaminata per il processo usa elettroliti di zirconio stabilizzato con ossido di ittrio (YZS, "Yttria-Stabilized Zirconia"), elettrodi per il vapore/idrogeno in nichel-cermet e elettrodi per l'ossigeno fatti con un miscuglio di ossido di lantanio, stronzio e cobalto.

## Potenziale economico
L'elettrolisi ad alta temperatura non procura mezzi per evitare l'inefficienza insita nelle macchine termiche, producendo idrogeno che viene poi riconvertito in elettricità in una pila a combustibile. Quindi ogni vantaggio economico guadagnabile dall'uso della HTE deve venire dal fornire processi chimici che accumulano idrogeno e non lo usano come fonte energetica (come nelle industrie petrolchimiche o di fertilizzanti) o processi locomotivi per i quali l'idrogeno è una forma di trasporto energetica migliore rispetto all'elettricità (per esempio i razzi, potenzialmente le automobili).
L'elettrolisi ad alta temperatura non può competere con la conversione chimica dell'energia proveniente dagli idrocarburi o dal carbone in idrogeno, poiché nessuna di queste conversioni è limitata dall'efficienza della macchina termica. Quindi le fonti possibili di calore ad alta temperatura economico per la HTE sono tutte non chimiche, inclusi i reattori nucleari, i collettori termici solari e le sorgenti di energia geotermica.

### Il mercato per la produzione dell'idrogeno
Data una fonte di calore economica ad alta temperatura, sono possibili altri metodi per la produzione dell'idrogeno. In particolare si veda il ciclo termochimico zolfo-iodio. La produzione termochimica potrebbe raggiungere efficienze più elevate della HTE, poiché non serve una macchina termica. Tuttavia la produzione termochimica su larga scala richiederebbe avanzamenti significativi nei materiali che possono sopportare le alte temperature, le elevate pressioni e ambienti altamente corrosivi.
Il mercato dell'idrogeno è grande (50 milioni di tonnellate nell'anno 2004, con un valore di circa 135 miliardi di dollari all'anno) e in crescita di circa il 10% all'anno. I due maggiori consumatori sono attualmente le raffinerie di petrolio e le fabbriche di fertilizzanti (ognuna consuma quasi la metà di tutta la produzione). Se dovesse diffondersi l'uso delle automobili a idrogeno, il loro consumo incrementerebbe di molto la domanda dell'idrogeno.

## Elettrolisi e termodinamica
Durante l'elettrolisi, la quantità di energia elettrica che deve essere aggiunta è uguale al cambiamento nell'energia libera di Gibbs della reazione più le perdite nel sistema. Le perdite possono (teoricamente) essere arbitrariamente vicino a zero, quindi l'efficienza termodinamica massima di un qualsiasi processo elettrochimico è uguale al 100%. In pratica l'efficienza è data dal lavoro elettrico effettuato diviso dal cambiamento dell'energia libera di Gibbs nella reazione.
Nella maggior parte dei casi, come nell'elettrolisi a temperatura ambiente, l'energia elettrica fornita è più grande della variazione di entalpia della reazione, quindi viene rilasciata parte dell'energia come calore. In altri casi tuttavia, come nell'elettrolisi del vapore ad alta temperatura in idrogeno e ossigeno, è vero il contrario. Il calore viene assorbito dall'ambiente e il potere calorifico dell'idrogeno prodotto è più alto dell'energia elettrica fornita. In questo caso l'efficienza relativa all'elettricità fornita si può dire più elevata del 100%. L'efficienza massima teorica per una pila a combustibile è l'inverso di quella dell'elettrolisi. È quindi impossibile creare una macchina dal moto perpetuo combinando i due processi.

## ISRU su Marte
L'elettrolisi ad alta temperatura è stata anche proposta per produrre ossigeno su Marte dall'anidride carbonica atmosferica, usando strumenti elettrolitici in zircone.
(Si veda In-Situ Resource Utilization, Utilizzo delle risorse in loco.)